# Gaetano Previati

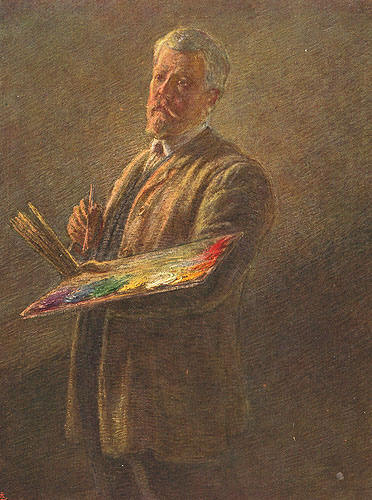
Självporträtt målat 1911.

Gaetano Previati, född 31 augusti 1852 i Ferrara, död 21 juni 1920, var en italiensk målare.